# Felimare gasconi
Il doride di Gascon (Felimare gasconi (Ortea, 1996)) è un mollusco nudibranchio della famiglia Chromodorididae.

## Descrizione
Corpo di colore blu, talvolta violetto, con tre strisce, la centrale bianca e le laterali gialle. Rinofori di colore blu, con una linea bianca più o meno accentuata. Lunghezza fino a 4 centimetri.
Molto simile a F. orsinii,  quest'ultimo però non presenta linee gialle né la linea bianca sui rinofori.